# Rohrmühle (Schopfloch)
Rohrmühle ist ein Gemeindeteil des Marktes Schopfloch im Landkreis Ansbach (Mittelfranken, Bayern). Rohrmühle liegt in der Gemarkung Schopfloch.

## Geografie
Die Einöde bildet mit Schopfloch eine geschlossene Siedlung und liegt am Heckersgraben, der über ihren linken Zufluss Heiligenschlaggraben in die Wörnitz entwässert.

## Geschichte
Im Jahre 1632 wurde Rohrmühle erstmals urkundlich erwähnt. Die Fraisch war strittig zwischen dem ansbachischen Oberamt Feuchtwangen und dem oettingen-spielbergischen Oberamt Dürrwangen. Die Mahlmühle hatte das Oberamt Dürrwangen als Grundherrn. An diesen Verhältnissen änderte sich bis zum Ende des Alten Reichs (1806) nichts. Von 1797 bis 1808 unterstand der Ort dem Justiz- und Kammeramt Feuchtwangen.
Infolge des Gemeindeedikts wurde Rohrmühle 1809 dem Steuerdistrikt und der Ruralgemeinde Schopfloch zugeordnet.

### Ehemaliges Baudenkmal
- Ehemalige Mühle am Heckersgraben (jetzt nur mehr Säge). Wohn- und Mühlengebäude: Zweigeschossiger, massiver Putzbau mit Satteldach, 18. Jahrhundert. Wohnung im Obergeschoss, zugängig von dem östlich beim Stauweiher erhöhten Gelände; Türschlussstein. Scharrierte Fensterrahmung.[12]

### Einwohnerentwicklung
| Jahr      | 001818 | 001840 | 001861 | 001871 | 001885 | 001900 | 001925 | 001950 | 001961 | 001970 | 001987 |
| Einwohner | 4      | 6      | 5      | 8      | 7      | 4      | 7      | 7      | 5      | 6      | 7      |
| Häuser    | 1      | 1      |        |        | 1      | 1      | 1      | 1      | 1      |        | 2      |
| Quelle    | [ 14 ] | [ 15 ] | [ 16 ] | [ 17 ] | [ 18 ] | [ 19 ] | [ 20 ] | [ 21 ] | [ 22 ] | [ 23 ] | [ 1 ]  |

## Religion
Der Ort ist evangelisch-lutherisch geprägt und bis heute nach St. Martin (Schopfloch) gepfarrt. Die Katholiken sind nach St. Georg (Dinkelsbühl) gepfarrt.